# Christian Garros
Christian Jean Marie Garros (París, 7 de febrer, 1920 - Bois-Guillaume (Sena Marítim), 23 de febrer, 1988), va ser músic i bateria francès.

## Biografia
El coupé Jazz-Hot a l'orquestra de Claude Abadie amb Boris Vian à la trompeta va debutar a la "Quintette du Hot Club de France" i a la gran orquestra de Django Reinhardt.
El bany complet de l'orquestra de Jacques Hélian (amb Ernie Royal i Don Byas), amb l'ajuda d'Alix Combelle.
El treball als clubs de jazz parisencs

- - A "Trois Mailletz" (o "Métro Jazz") amb André Persiani, Bill Coleman, Tony Scott, Lucky Thompson, Mezz Mezzrow, Albert Nicholas.
  - Al ""Club Saint-Germain" amb Martial Solal, Bobby Jaspar, Stéphane Grappelli, René Urtreger, Sacha Distel, Maurice Vander, Barney Wilen, Maurice Meunier.

La forma del "Paris Jazz Trio" amb Guy Lafitte i Georges Arvanitas. L'enregistrament també inclou un trio amb Duke Ellington i Alice Babs treballant per al TNP de Jean Vilar. La part és una gira de dos mesos per Europa al "Birdland Tour" amb Miles Davis, Lester Young i Bud Powell. A la ràdio, el treball amb John Lewis, Milt Jackson, Percy Heath.
De 1960 a 1978, fou membre, amb Pierre Michelot, interpreta el "Bach Trio" de Jacques Loussier. Fa concerts arreu del món i obté diversos discos d'or.
També va tocar al "Jazz-Groupe" de Paris d'André Hodeir.
Va morir a Bois-Guillaume el 23 d'agost de 1988.

## Estudis[calcitació]
Enregistra especialment amb:
- Billy Byers
- Benny Carter
- Christian Chevallier
- Blossom Dearie : Blossom Dearie interpreta April a París (1955)
- Jacques Denjean
- Alain Goraguer
- Quincy Jones
- Michel Legrand
- Pierre Michelot
- Lalo Schifrin
- Serge Gainsbourg

## Cinema
Christian Garros, va participar amb Louis Armstrong, Martial Solal i Michel Portal al film Paris Blues de Martin Ritt (1961).

## Honors[calcitació]
- Va ser votat primer baterista francès en referèndums de jazz per lectors i músics durant diversos anys.
- Gran premi de l'Acadèmia Charles-Cros.
- Membre honorari del Riemenschneider Bach Institute (Estats Units).

## Actualitat[calcitació]
Christian Garros, normand d'adopció des de 1977, va fundar, amb l'ajuda del municipi de Mont-Saint-Aignan (Sena Marítim), l'Escola d'Improvisació de Jazz (EIJ) que de seguida va tenir un gran èxit.
També va formar una gran orquestra, la "Rouen Big Band", que es va convertir en la "Christian Garros Big Band", composta essencialment per músics amateurs regionals, i la reputació de la qual es va estendre més enllà dels límits de la regió.